# Luis Marco Aguiriano Nalda
Luis Marco Aguiriano Nalda (ur. 27 stycznia 1963 w Brukseli) – hiszpański polityk, urzędnik administracji europejskiej i hiszpańskiej, w 2004 deputowany do Parlamentu Europejskiego.

## Życiorys
Ukończył studia w instytucie stosunków międzynarodowych i na wydziale nauk politycznych Uniwersytetu w Genewie. Kształcił się również w instytucie studiów europejskich w ramach Université libre de Bruxelles. Odbył staż w Parlamencie Europejskim. Był asystentem parlamentarnym, następnie doradcą w gabinecie przewodniczącego PE. Od 1991 do 1994 pracował jako administrator gabinetu przewodniczącego Grupy Europejskiej Partii Socjalistycznej. Później pełnił funkcję doradcy wyższych urzędników Parlamentu Europejskiego.
W wyborach w 1999 z ramienia Hiszpańskiej Socjalistycznej Partii Robotniczej kandydował do Parlamentu Europejskiego. Mandat europosła V kadencji objął w kwietniu 2004. Był członkiem grupy socjalistycznej. Pracował m.in. w Komisji Budżetowej. W PE zasiadał do lipca 2004.
Pozostał następnie urzędnikiem PE. Jako zastępca dyrektora gabinetu przewodniczącego (do 2007), dyrektor Dyrekcji ds. Komisji i Organów Wielostronnych (do 2009), dyrektor Dyrekcji ds. Komisji (do 2010) i następnie jako dyrektor generalny Dyrekcji Generalnej ds. Polityki Zewnętrznej Unii Europejskiej. Odszedł z tej funkcji w 2018. W tym samym roku w ramach administracji rządowej Hiszpanii został sekretarzem stanu ds. Unii Europejskiej, zajmował to stanowisko do 2020.